# HMS Bristol (D23)
Pour les autres navires du même nom, voir HMS Bristol.
Le HMS Bristol (D23) était un destroyer de type 82 , le seul navire de sa classe à être construit pour la Royal Navy. Il était destiné à être le premier d'une classe de grands destroyers pour escorter les porte-avions CVA-01 (en) qui devaient entrer en service au début des années 1970, mais le reste de la classe et les porte-avions CVA-01 ont été annulés, à la suite du Livre blanc sur la défense de 1966 qui a réduit les dépenses de défense.
Après une longue carrière qui comprenait la guerre des Malouines, Bristol a été converti en navire-école en 1987. En 1991, alors qu'il faisait partie de l'escadron d'entraînement de Dartmouth, il a subi une explosion de chaudière qui a endommagé le navire au-delà de toute réparation économique. N'ayant plus assez de valeur pour être vendu à une autre marine, il devient un navire-école du port au HMS Excellent. Il  a été désarmé à Portsmouth le 28 octobre 2020.

## Origine

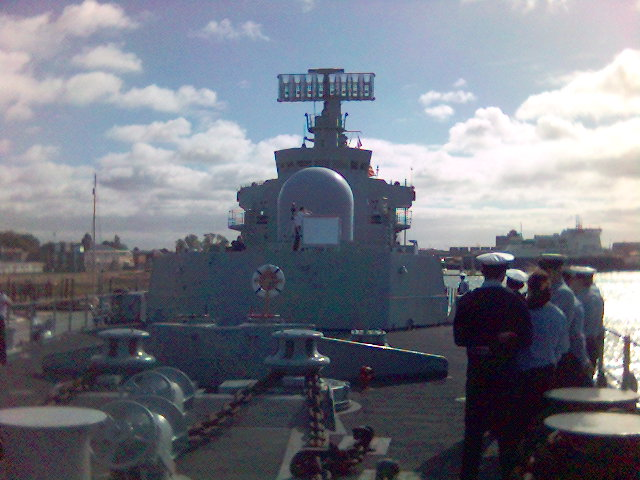
À bord du HMS Bristol, 2005

Le porte-avions de la flotte CVA-01 a été conçu pour remplacer les porte-avions d'époque de la Seconde Guerre mondiale de la Royal Navy. Les premiers plans prévoyaient deux porte-avions et pour protéger ces porte-avions, quatre nouveaux destroyers de défense aérienne de type 82  devaient être construits. En 1963, le ministre de la Défense Peter Thorneycroft a annoncé au Parlement qu'un nouveau porte-avions serait construit, pour un coût estimé à 56 millions de livres sterling. Cependant, un changement de gouvernement et la concurrence de la Royal Air Force (la RAF et la Marine devaient toutes deux utiliser l'avion supersonique V/STOL Hawker Siddeley P.1154, une version plus grande du Hawker Siddeley Harrier) a vu le projet annulé dans le Livre blanc sur la défense de 1966. Cela a éliminé l'exigence du destroyer de classe Type 82. Cependant, un navire sur les quatre originaux a été commandé le 4 octobre 1966 pour être utilisé comme banc d'essai pour les nouvelles technologies. Le HMS  Bristol a été lancé en 1969, avec quatre nouvelles armes et systèmes électroniques.

## Construction
La coque de Bristol a été posée par Swan Hunter & Tyne Shipbuilders Ltd le 15 novembre 1967. Il a été lancé le 30 juin 1969, accepté en service le 15 décembre 1972 puis mis en service le 31 mars 1973. Son coût de construction estimé était de 24 217 000 £.

## Systèmes d'armes

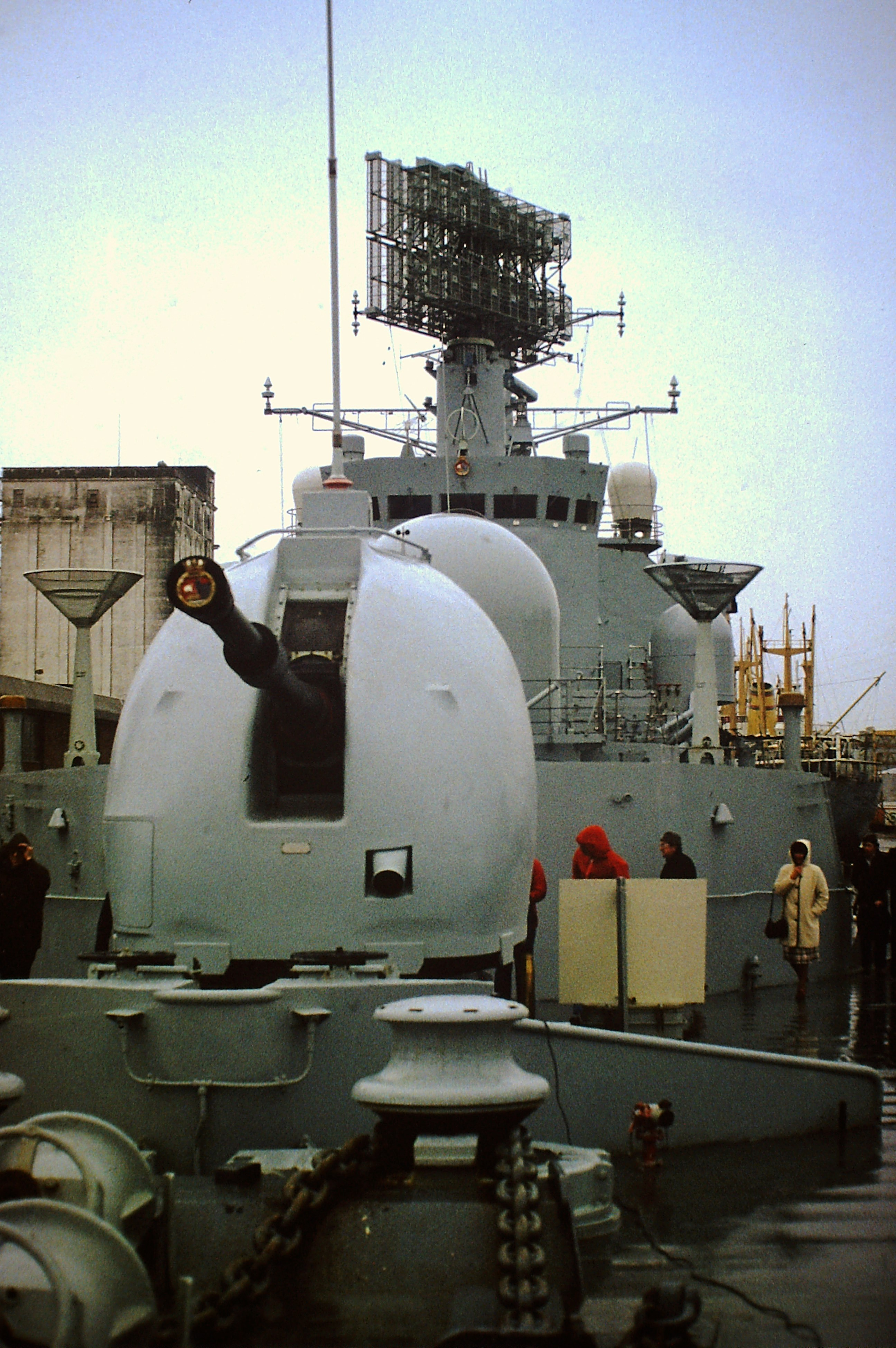
Canon de 113 mm

Bristol a vu un certain nombre de nouveaux systèmes introduits dans la marine, y compris les systèmes de missiles anti-aériens Sea Dart et anti-sous-marins Ikara et a été le premier navire de la Royal Navy à transporter le canon de 113 mm 4.5-inch Mark 8 naval gun (en). Un autre ajout à la flotte était le nouveau système avancé d'armes automatisées de données d'action Mk.2 (ADAWS-2), un système informatique conçu pour coordonner les armes et les capteurs du navire. ADAWS-2 était une grande avancée par rapport au système d'information d'action rudimentaire de son prédécesseur, les destroyers de classe County, qui reposait fortement sur la saisie manuelle des données.
Le système Sea Dart (GWS 30) comprenait un lanceur à deux bras sur le pont arrière avec une paire d'ensembles d'éclairage de cibles radar de type 909, une amélioration par rapport à l'ensemble radar unique de type 901 de la conception du comté. Le deuxième système d'arme était l'arme anti-sous-marine australienne Ikara. Ikara était un transporteur propulsé par fusée qui pouvait lancer une petite torpille à tête chercheuse à 10 miles (16 km) du navire. L'Ikara était complété par un mortier anti-sous-marin Mark 10 Limbo.
Le seul canon Mark 8 de 113 mm n'était pas conçu comme une arme antiaérienne et, en tant que tel, avait une élévation de seulement 55°. L'arme a été conçue spécifiquement pour la fiabilité par rapport à la cadence de tir, ne permettant qu'un seul montage d'être expédié, et la cadence de tir relativement faible de 25 coups par minute était suffisante pour les rôles anti-navire et de bombardement côtier prévus. Bristol, bien que capable de recevoir un hélicoptère Westland Wasp sur le pont arrière, manquait de hangar et d'installations aéronautiques et devait donc compter sur un soutien aérien extérieur.

## Service actif
Le rôle pour lequel Bristol a été construit ne s'est jamais matérialisé, et il a par conséquent passé la majeure partie de son service dans les années 1970 à tester et à acquérir de l'expérience en utilisant de nouvelles armes et de nouveaux systèmes informatiques. Un important incendie de chaudière en 1974 a détruit la centrale à vapeur, mais Bristol a pu fonctionner pendant trois années supplémentaires en utilisant uniquement sa centrale à gaz, démontrant sa flexibilité et son utilité. La centrale à vapeur a été réparée en 1976. En 1979, il a été équipé pour le service de première ligne avec ECM, des lanceurs de contre-mesures Corvus et une paire de canon de 20 mm Oerlikon de la Seconde Guerre mondiale. Au cours de ce radoub, l'arme Limbo a été retirée ; son puits a ensuite été utilisé comme piscine de fortune.

## Guerre des Malouines (1982)

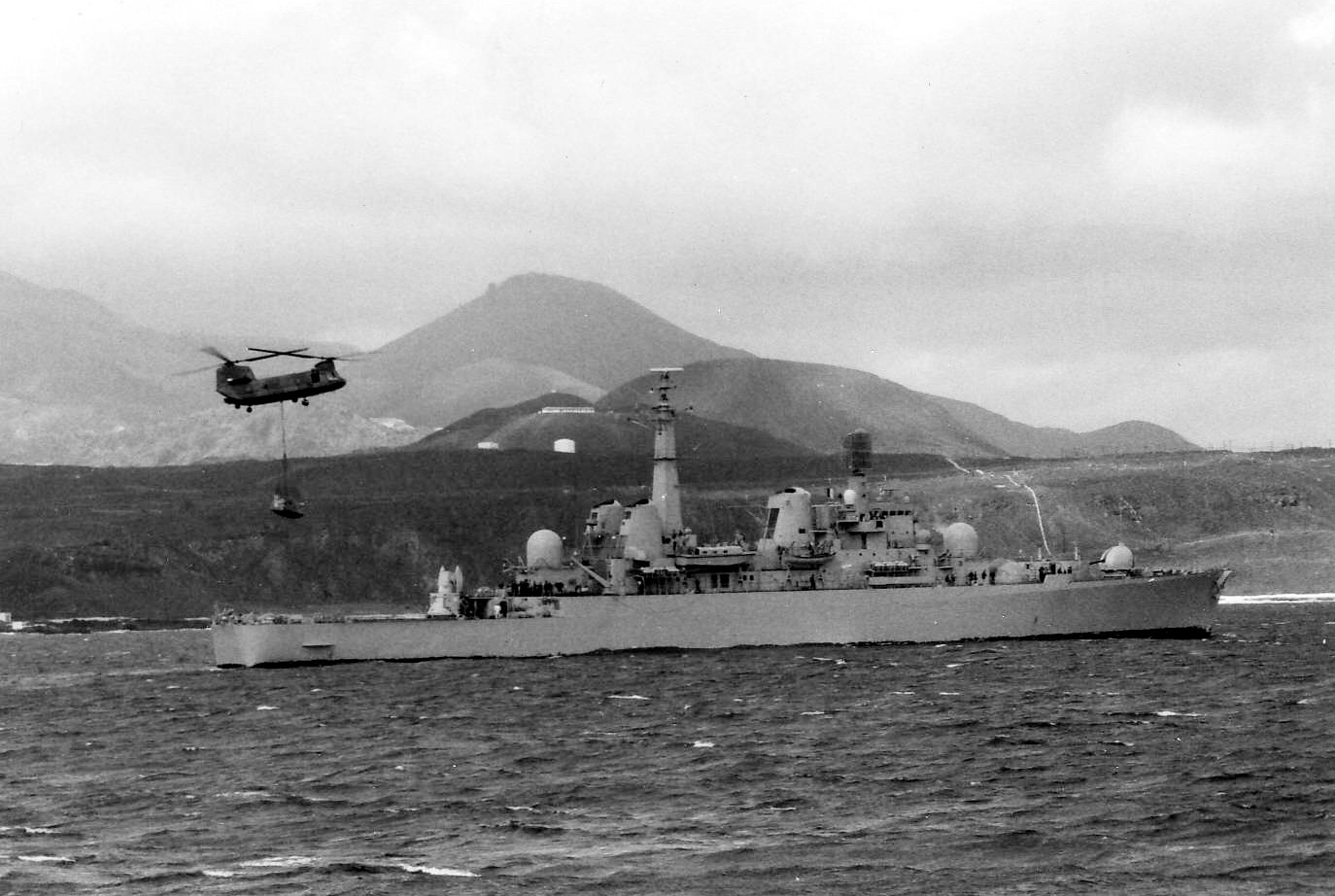
Bristol à l'île de l'Ascension avec un hélicoptère Chinook survolant en 1982

Bristol convenait à une utilisation comme navire amiral car il était suffisamment grand pour embarquer les membres du personnel supplémentaires nécessaires à ce rôle. Il a servi de navire amiral de la Royal Navy lors de l' exercice Ocean Safari de 1981. Après un court radoub, au cours duquel le puits de mortier a été plaqué pour permettre l'atterrissage de gros hélicoptères sur le pont arrière, il a rejoint le groupe naval de la Royal Navy dans l'Atlantique Sud lors de la guerre des Malouines en 1982. Bristol a dirigé le Bristol Group de renfort, puis a rejoint le groupe aéronaval, le Task Group 317.8. Le 22 mai, il a tiré deux missiles  Sea Dart à des retours radar parasites causés par des interférences avec des radars similaires installés sur des navires du groupe. Après que le destroyer HMS Coventry (D118) ait été touché puis coulé le 25 mai, Bristol avec HMS Cardiff (D108) et HMS Exeter  (D89) a exercé des fonctions dans le rôle de guerre aérienne. Lorsque le porte-avions HMS Hermes (R12), le vaisseau amiral, est revenu au Royaume-Uni, Bristol a pris le relais jusqu'au 17 septembre avec le vice-amiral Derek Reffell à bord en tant qu'officier supérieur sur le théâtre des opérations, retournant au Royaume-Uni après avoir été relevé par le porte-avions HMS Illustrious (R06).
De retour au Royaume-Uni, il entre en carénage et, à la lumière des leçons du conflit, voit ses armes anti-aériennes légères augmentées d'une paire d'Oerlikon/BMARC 30 mm GCM-A03 et d'une paire d'Oerlikon/BMARC 20 mm simples. Des lanceurs de contre-mesures Loral-Hycor Mark 36 SRBOC ont également été ajoutés pour compléter les anciens lanceurs Corvus.

## Service post-malouines
La Royal Navy étant à court de coques après les dommages et les pertes subis aux Malouines, Bristol est resté en service et a effectué plusieurs déploiements à l'étranger jusqu'à ce qu'il soit payé pour le radoub en 1984. Une autre explosion de chaudière lors de l'entrée en radoub a causé d'importants dommages qui ont dû être réparés. Le principal travail entrepris lors du radoub consistait à remplacer le radar obsolète Type 965 par le nouveau Type 1022 pour les missions de recherche aérienne à longue portée. Le système Ikara a été supprimé; il était prévu de le remplacer par deux lanceurs triples STWS-1 pour torpilles anti-sous-marines de 324 mm, mais ils n'ont jamais été équipés.

## Navire-école

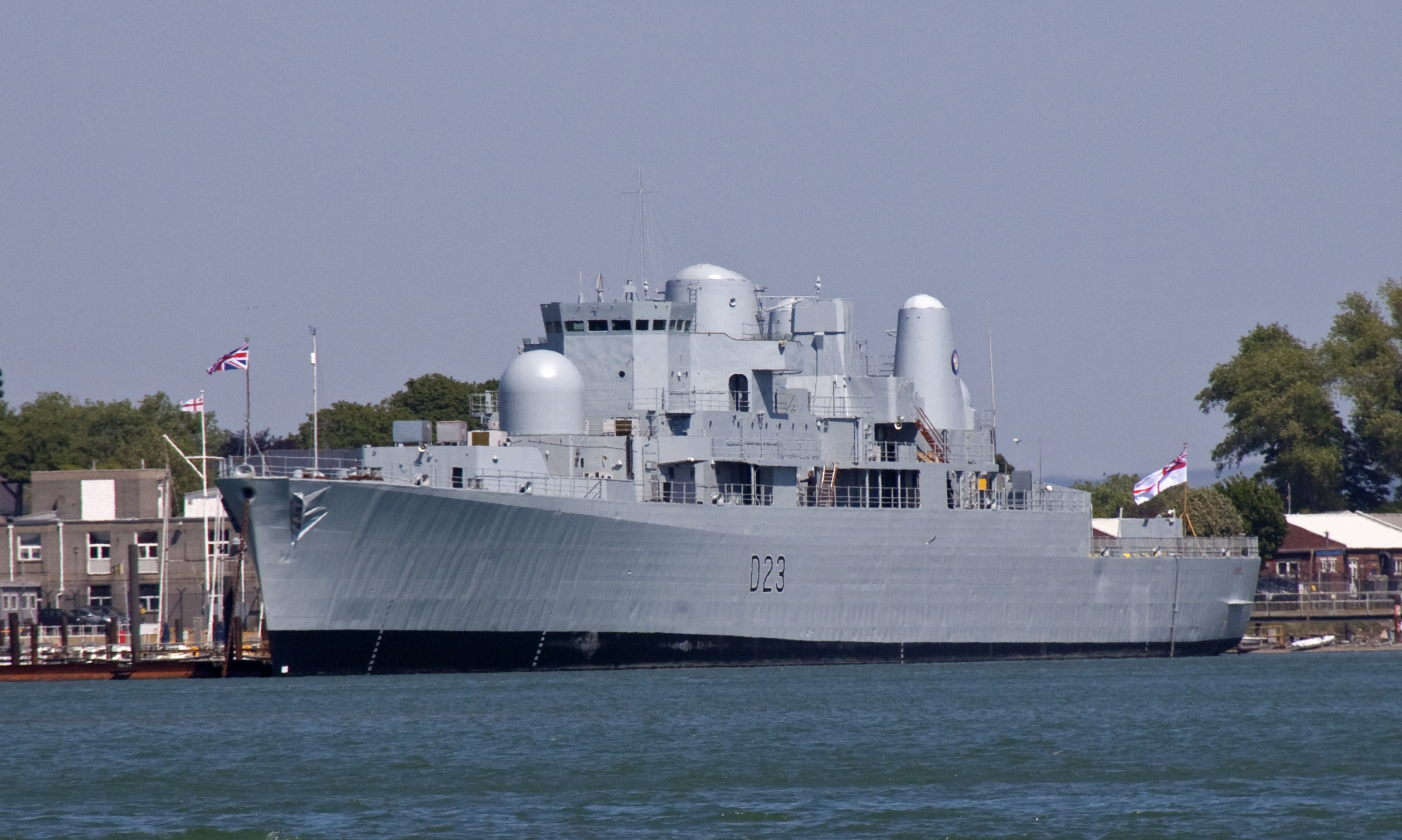
Le HMS Bristol amarré aux côtés de Whale Island, Portsmouth

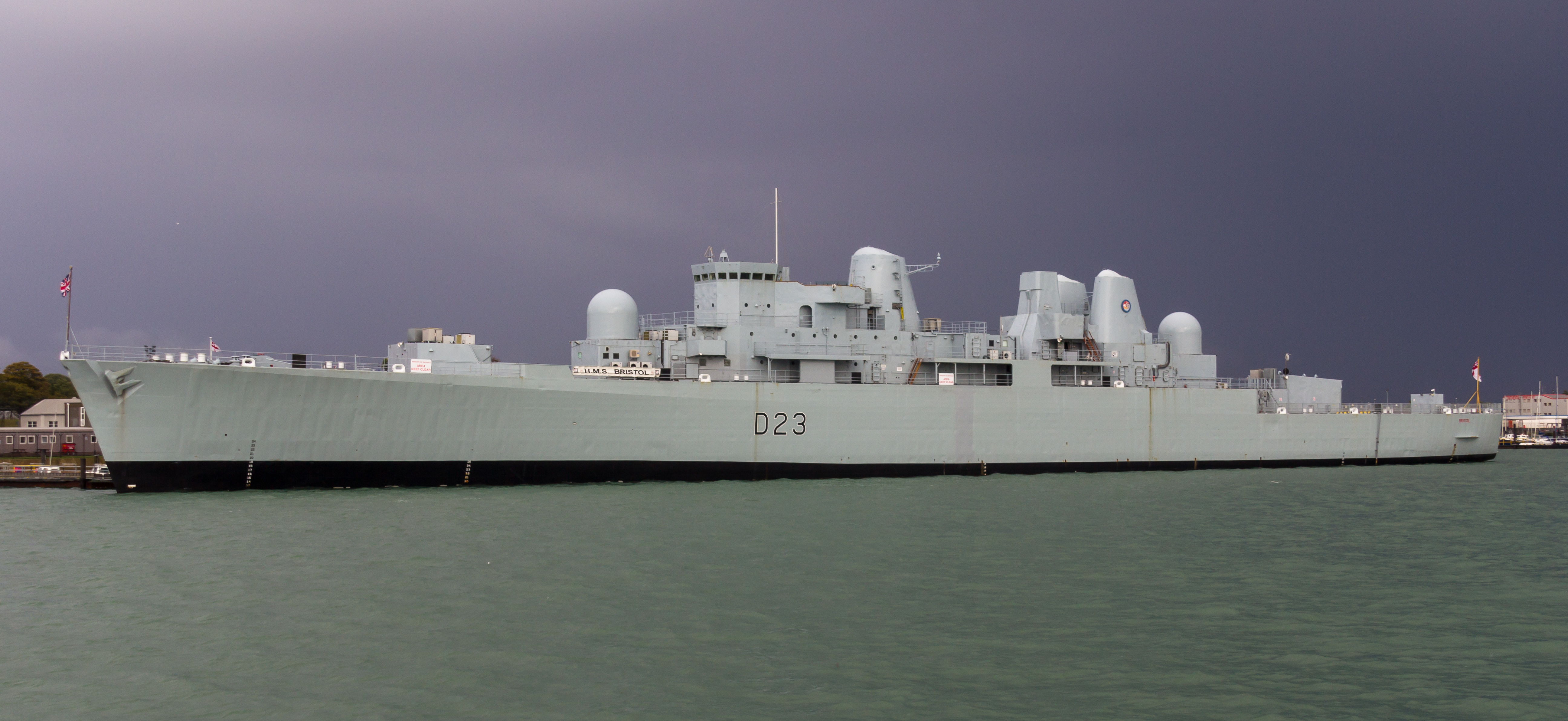
D23 dans le port de Portsmouth en 2013

À la fin des années 1980, le navire devenait de plus en plus obsolète. Au fur et à mesure que la flotte se réduisait, il ne semblait plus utile de maintenir un navire unique alors que de nombreux autres destroyers de défense aérienne étaient en service. Le HMS Bristol a été désarmé en 1991 et réaménagé pour remplacer le HMS Kent (D12), en tant que navire-école portuaire situé à l'établissement à terre HMS  Excellent. Bristol était amarré à Whale Island, Portsmouth et était principalement utilisé comme navire-école et navire d'hébergement pour le personnel de la Royal Naval et les organisations de jeunesse. Beaucoup de jeunes des cadets de la Marine, de la Combined Cadet Force et du scoutisme marin ont eu leur première expérience de vie à bord d'un navire de guerre Bristol. Les unités de l'Air Training Corps et de la Force des cadets de l'Armée ont également utilisé les installations. Le navire avait également été utilisé par un certain nombre de collèges organisant le cours Edexcel BTEC Public Services. L'équipage du navire était composé d'un mélange de personnel de la Royal Navy et de civils. Il a également été utilisé par les cadets du RNVCC lors de leur exercice de première vague lorsque les recrues ont terminé leur formation pour devenir cadets.
Bristol a été réaménagé à A&P Tyne, Hebburn. Les travaux visaient à mettre les installations du Bristol en conformité avec les normes de santé et de sécurité. Les mâts redondants contenant les radars de recherche Type 1022 et Type 992Q du navire ont été supprimés. Il a quitté Portsmouth le 20 octobre 2010, et est arrivée à Hebburn en remorque le matin du 3 novembre 2010. Le HMS Bristol a quitté Hebburn en avril 2011 pour retourner à Portsmouth.
Le rôle de Bristol en tant que navire-école a cessé le 28 octobre 2020, le ministère de la Défense annonçant qu'il serait éliminé. Lorsque la nouvelle de la cession a été rendue publique, le chef du conseil municipal de Portsmouth, Gerald Vernon-Jackson, a demandé que Bristol soit maintenu en tant que navire-musée au sein du Musée national de la Royal Navy. Le HMS Bristol a été transféré à l'organisation des navires de réserve Disposal le 1er décembre 2020.

## Campagne pour sauver le navire
La HMS Bristol Preservation Society fait campagne pour sauver le Bristol en tant que navire musée. Une pétition a été publiée sur le site Internet du Parlement du Royaume-Uni. Une pétition créée en 2020 sur Change.org a recueilli plus de 11 000 signataires.